# Cabaret Voltaire (banda)
Cabaret Voltaire fue un grupo musical británico procedente de Sheffield, Inglaterra.
Inicialmente formado por Stephen Mallinder, Richard H. Kirk y Chris Watson, el grupo tomó su nombre del Cabaret Voltaire, un club de Zúrich (Suiza), que fue el epicentro de los inicios del movimiento dadaísta. Sus primeras actuaciones estuvieron influenciadas por el dadaísmo, pero más tarde Cabaret Voltaire se convirtió en uno de los grupos más prolíficos e importantes que fusionaron el pop con el dance, el techno, el house, el dub, la música experimental y la música electrónica.

## Historia
El grupo se formó en Sheffield en 1973. Dedicados a la experimentación en la creación y el procesamiento de sonidos, parecían interesarse más en el sonido en sí mismo que en las propias canciones. Estos tempranos experimentos están documentados en una edición de tres discos compactos llamada "Methodology" (Mute, 2002). En aquella época, ofrecían algunas actuaciones en directo que atraían, generalmente, la hostilidad de las audiencias proletarias de Sheffield. En uno de estos incidentes, Mallinder fue hospitalizado con una vértebra astillada después de que el público lanzara objetos contra la banda. Sin embargo, la llegada del punk rock trajo una audiencia más tolerante y abierta al sonido electrónico e industrial que ellos hacían.
En 1978, Cabaret Voltaire firmaron con la discográfica Rough Trade Records. Con este sello editaron numerosos sencillos musicalmente experimentales que fueron muy aclamados, incluyendo "Extended Play", "Nag Nag Nag", "Three Mantras" y "3 Crepuscule Tracks", y álbumes tales como "The Voice Of America" (1980) y el aclamado "Red Mecca" (1981).
Durante esta época, hicieron giras por Europa, Japón y Estados Unidos, sin el apoyo de una discográfica mayoritaria, y editando un álbum en directo grabado en Japón en 1982, llamado "Hai!". En 1983, coincidiendo con el abandono de Watson (que formó el grupo The Haflter Trio junto con Andrew M. McKenzie, antes de convertirse en ingeniero de sonido para la BBC y, posteriormente, solista), Cabaret Voltaire decidió conscientemente encaminar su sonido hacia una dirección más comercial, con el álbum The Crackdown (Virgin Records). Esta decisión fue recompensada, ya que el álbum alcanzó el puesto 31 en el Reino Unido (unos 60 puestos más alto que su anterior y única aparición en las listas de este país). En 1984, los sencillos "Sensoria" y "James Brown" pertenecientes al disco "Micro Phonies" (Virgin Records), tuvieron presencia en las listas de música independiente y sonaron con fuerza en la escena underground de la época.
En 1987, la banda lanzó el disco "Code", seguido por el álbum Groovy, Laidback & Nasty, de gran influencia house, en 1990. Una serie de trabajos completamente instrumentales fueron editados por el sello Instict Records bajo el nombre de Cabaret Voltaire, en 1993 y 1994 pero, al parecer, se trataba de una producción exclusivamente realizada por Richard H. Kirk. Sin embargo, Mallinder estuvo involucrado en estas grabaciones, aunque su voz no estuviera presente en las mismas. El único álbum en el que la participación de Mallinder es cuestionable es "The Conversation" (1994), en el que Kirk aparece acreditado como el responsable de la instrumentación, programación, arreglos y mezclas, y Mallinder aparece sólo como coautor de las canciones. El último lanzamiento de Cabaret Voltaire en el que Mallinder pone su voz es el sencillo techno "Colours", de 1990.
Desde finales de los años ochenta, Kirk había comenzado una carrera en solitario bajo distintos nombres, incluyendo Electronic Eye y Sandoz, mientras que Mallinder se había mudado a Perth, Australia grabando allí algunos trabajos con un colaborador bajo el nombre de Sassi & Loco, y más recientemente, colaborando con Kuling - Bros. Mallinder también se dedicó a impulsar su propia discográfica, Offworld Sounds, y contribuyó al 
mando de los sintetizadores y la programación en el disco en solitario de Shaun Ryder (cantante de The Happy Mondays), "Amateur Night At The Big Top".
Las esperanzas de una reunión de Cabaret Voltaire se acrecentaron a finales de los noventa, cuando Kirk hizo algún comentario al respecto. Lo más significativo es un comentario de Kirk en la reedición de Radiation donde afirmaba estar trabajando en nuevo material de Cabaret Voltaire que pronto saldría a la luz. Sin embargo, esto nunca ocurrió y la reunión del grupo parece improbable en un futuro próximo. En una edición especial de Q Magazine, titulada Depeche Mode / History of Electro - Pop, Kirk declaró que aún consideraba la resurrección del nombre de Cabaret Voltaire, pero que en esta ocasión tenía pensado involucrar gente joven en el proyecto, sugiriendo que el papel de Mallinder en el grupo podría haber concluido.

## Miembros del grupo
- Stephen Mallinder - voces y bajo (1973-1994).
- Richard H. Kirk - guitarras, teclados y grabaciones (1973-1994).
- Chris Watson - teclados y grabaciones (1973-1981).

## Discografía

### Álbumes
- Mix-Up (octubre de 1979) #12 UK Indie
- Live at the Y.M.C.A. (febrero de 1980) #2 UK Indie
- The Voice of America (julio de 1980) #3 UK Indie
- Cabaret Voltaire 1974-1976 (1981, casete).
- Live at the Lyceum (1981, casete) #14 UK Indie
- Red Mecca (agosto de 1981) #1 UK Indie
- 2x45 (junio de 1982) #1 UK Indie
- Hai! (Live In Japan) (octubre de 1982) #5 UK Indie
- The Crackdown (agosto de 1983) #31 UK
- Johnny Yesno (noviembre de 1983) #8 UK Indie
- Micro Phonies (noviembre de 1984).
- The Covenant, The Sword and The Arm of the Lord (octubre de 1985).
- Code (octubre de 1987).
- Groovy, Laidback and Nasty (junio de 1990).
- Body and Soul (marzo de 1991).
- Technology:Western Re-Works 1992 (junio de 1992).
- Plasticity (octubre de 1992).
- International Language (junio de 1993).
- The Conversation (julio de 1994).
- Shadow of Fear (noviembre de 2020).
- Dekadrone (2021).
- BN9Drone (2021).

### Sencillos / EP
- Extended Play EP (canciones: Talkover/Here She Comes Now/Do The Mussolini (Headkick)/The Set Up) (julio de 1978).
- Baader-Meinhof/Sex in Secret en A Factory Sample (enero de 1979).
- Nag Nag Nag (abril de 1979).
- Silent Command/Chance Versus Causality (octubre de 1979) UK #10 Indie
- Three Mantras (enero de 1980) UK #10 Indie
- Seconds Too Late (septiembre de 1980) UK #8 Indie
- Sluggin' For Jesus/Your Agent Man (marzo de 1981).
- Eddie's Out/Walls of Jericho (julio de 1981) UK #6 Indie. Las primeras copias incluían un sencillo de 7" gratuito con las canciones "Jazz the Glass"/"Burnt to the Ground".
- Yashar.
- Crackdown/Just Fascination (diciembre de 1982).
- Just Fascination (julio de 1983) #94 UK
- The Dream Ticket (septiembre de 1983).
- Yashar (Remix) (octubre de 1983) UK #6 Indie
- Sensoria (marzo de 1984) #96 UK
- James Brown (octubre de 1984) #100 UK
- Drinking Gasoline (enero de 1985).
- I Want You (junio de 1985) #91 UK
- Shakedown (marzo de 1986).
- The Drain Train (julio de 1986) #5 UK Indie
- Don't Argue (febrero de 1987) #69 UK
- Here To Go (septiembre de 1987) US #16 Hot Dance Music/Club Play, UK #88
- Hypnotised (diciembre de 1989) #66 UK
- The Living Legends (julio 1990)
- Keep On (junio de 1990) #55 UK
- Easy Life (octubre de 1990) #61 UK
- Colours (enero de 1991).
- What Is Real (abril de 1991).
- Percussion Force (septiembre de 1991).
- I Want You/Kino '92 (febrero de 1992).
- Nag Nag Nag (octubre de 2002).

### Apariciones en recopilatorios
- A Factory Sample (1978).
- C81 (1981).
- A Diamond Hidden in the Mouth of a Corpse (1985).
- Wasted: The Best of Volume, Part I (1995).
- The Original Sound of Sheffield '83/'87 (2001).
- Conform to Deform '82/'90 (2002).
- The Original Sound of Sheffield '78/'82 (2002).
- Methodology '74/'78: The Attic Tapes (2002).

## Proyectos relacionados
- Acid Horse, con Al Jourgensen, Chris Connelly y Bill Rieflin, además de Stephen Mallinder y Richard H. Kirk.
- Hafler Trio, con Chris Watson.
- Sweet Exorcist, con DJ Parrot y Richard H. Kirk.
- The Pressure Company, con Richard H. Kirk.
- Xon, con Richard H. Kirk.

## Anécdotas
- En la película "Todo en un día", puede verse un póster de Cabaret Voltaire en la habitación de Ferris. Es la portada de su disco Micro - Phonies (1984).
- En 1987, la empresa de software Firebird lanzó un videojuego para Commodore 64 y ZX Spectrum llamado "I-Ball". La versión para Commodore 64 incluía música escrita por Rob Hubbard, basada en las canciones "Whip Blow" y "I Want You" de Cabaret Voltaire.
- Los samples de "Don´t Argue" provienen de una película propagandística estadounidense de 1945 llamada "Your Job In Germany", dirigida por Frank Capra y con guion de Thedor Seuss Geisel (conocido como Dr. Seuss).
- En 2002, el director Eve Wood realizó el documental "Made In Sheffield", sobre la historia de la escena musical de la zona, incluyendo a bandas como Cabaret Voltaire, Heaven 17, ABC, Clock DVA, The Human League, Pulp y otras.